# Sclerolobium reticulosum
Sclerolobium reticulosum är en ärtväxtart som beskrevs av John Duncan Dwyer. Sclerolobium reticulosum ingår i släktet Sclerolobium och familjen ärtväxter. Inga underarter finns listade i Catalogue of Life.